# Péronne-en-Mélantois
Péronne-en-Mélantois ist eine französische Gemeinde mit 1.001 Einwohnern (Stand: 1. Januar 2022) im Département Nord in der Region Hauts-de-France. Sie gehört zum Arrondissement Lille und zum Kanton Templeuve-en-Pévèle. Die Einwohner werden Péronnais und Péronnaises genannt.

## Geographie
Die Gemeinde Péronne-en-Mélantois liegt an der Marque, etwa zehn Kilometer südöstlich des Stadtzentrums von Lille und acht Kilometer westlich der Grenze zu Belgien. Umgeben wird Péronne-en-Mélantois von den Nachbargemeinden Sainghin-en-Mélantois im Norden, Cysoing im Osten, Louvil im Südosten, Templeuve-en-Pévèle im Süden sowie Fretin im Westen. Durch die Gemeinde führt die Autoroute A23.

## Bevölkerungsentwicklung
| Jahr                       | 1962 | 1968 | 1975 | 1982 | 1990 | 1999 | 2006 | 2013 | 2020 |
| Einwohner                  | 492  | 456  | 529  | 567  | 681  | 774  | 867  | 895  | 972  |
| Quellen: Cassini und INSEE |      |      |      |      |      |      |      |      |      |

## Sehenswürdigkeiten
- Kirche Saint-Nicolas aus dem 16. Jahrhundert, seit 1969 Monument historique
- Salzwiesen von Bonance
- Schloss Péronne-en-Mélantois

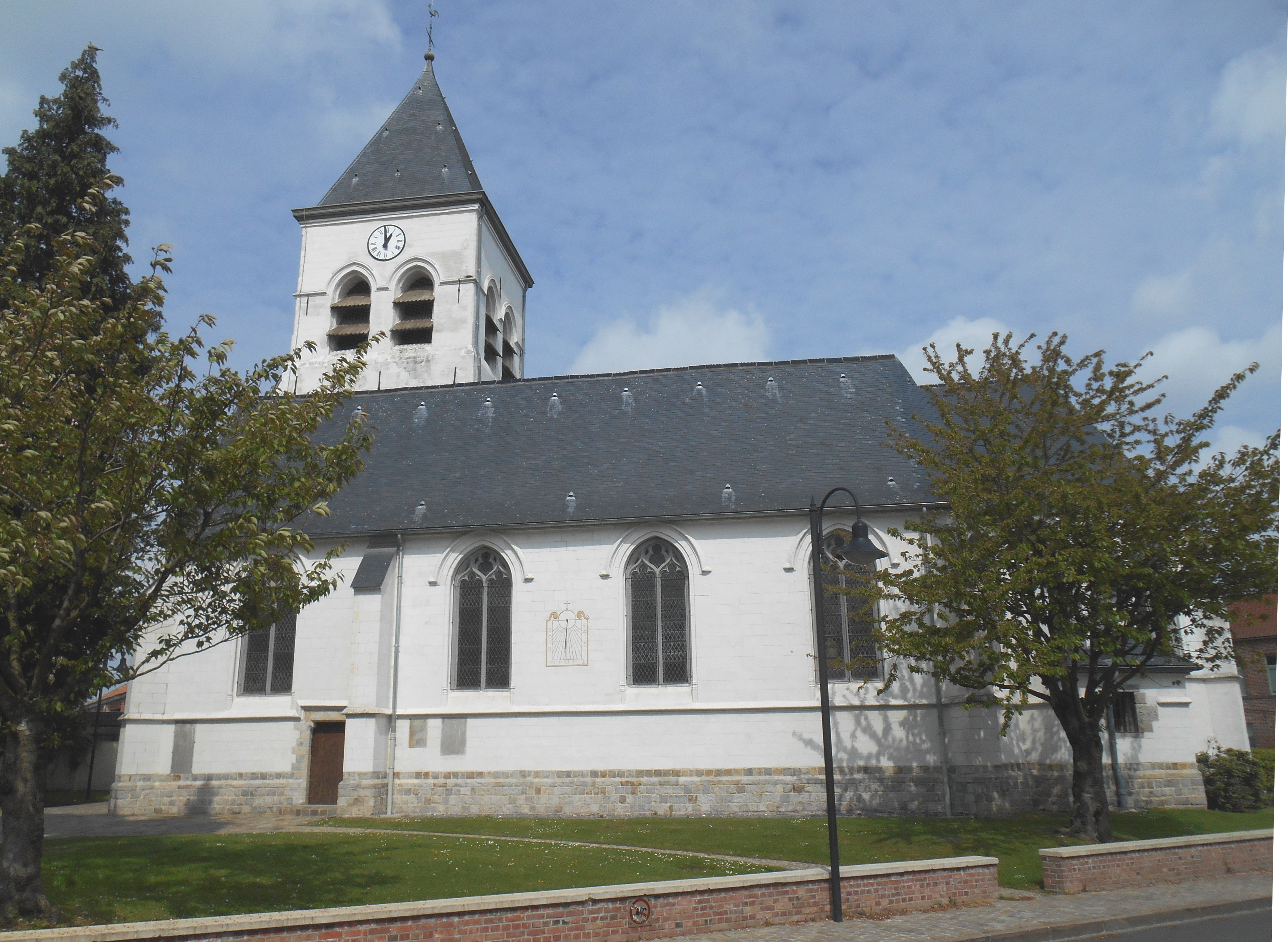
Kirche Saint-Nicolas
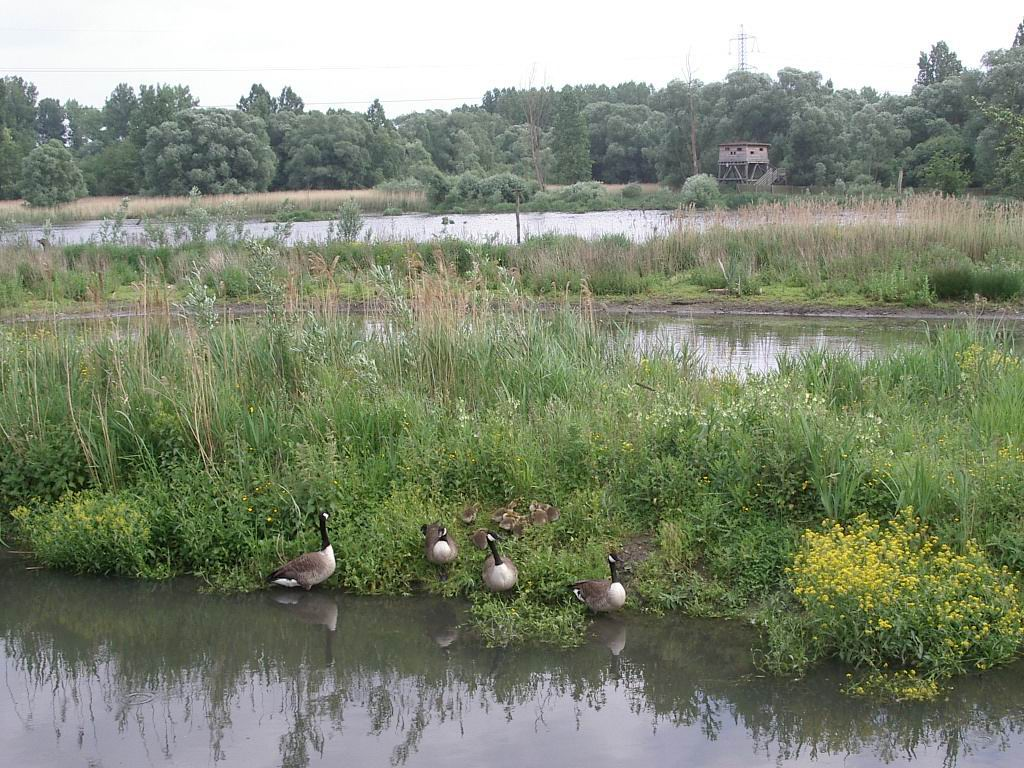
Salzwiesen von Bonance